# Műugrás a 2020. évi nyári olimpiai játékokon
A 2020. évi nyári olimpiai játékokon a műugrásban összesen 8 versenyszámot rendeztek. A műugrás versenyszámait július 25. és augusztus 7. között tartották.

## Az olimpián részt vevő nemzetek
30 nemzet 143 műugrója – 71 férfi és 72 nő – vesz részt, az alábbi megbontásban:
| Részt vevő nemzetek férfi / nő megbontásban | Részt vevő nemzetek férfi / nő megbontásban | Részt vevő nemzetek férfi / nő megbontásban | Részt vevő nemzetek férfi / nő megbontásban | Részt vevő nemzetek férfi / nő megbontásban | Részt vevő nemzetek férfi / nő megbontásban | Részt vevő nemzetek férfi / nő megbontásban | Részt vevő nemzetek férfi / nő megbontásban | Részt vevő nemzetek férfi / nő megbontásban | Részt vevő nemzetek férfi / nő megbontásban | Részt vevő nemzetek férfi / nő megbontásban | Részt vevő nemzetek férfi / nő megbontásban |
| ------------------------------------------- | ------------------------------------------- | ------------------------------------------- | ------------------------------------------- | ------------------------------------------- | ------------------------------------------- | ------------------------------------------- | ------------------------------------------- | ------------------------------------------- | ------------------------------------------- | ------------------------------------------- | ------------------------------------------- |
| nemzet                                      | F                                           | N                                           | nemzet                                      | F                                           | N                                           | nemzet                                      | F                                           | N                                           | nemzet                                      | F                                           | N                                           |
| Ausztrália                                  | 3                                           | 4                                           | Franciaország                               | 2                                           | 1                                           | Malajzia                                    | 0                                           | 5                                           | Svájc                                       | 0                                           | 1                                           |
| Brazília                                    | 2                                           | 2                                           | Hollandia                                   | 0                                           | 2                                           | Mexikó                                      | 8                                           | 6                                           | Svédország                                  | 0                                           | 1                                           |
| Dél-afrikai Köztársaság                     | 0                                           | 2                                           | Írország                                    | 1                                           | 1                                           | Németország                                 | 5                                           | 4                                           | Szingapúr                                   | 1                                           | 1                                           |
| Dél-Korea                                   | 3                                           | 2                                           | Jamaica                                     | 1                                           | 0                                           | Norvégia                                    | 0                                           | 1                                           | Új-Zéland                                   | 1                                           | 0                                           |
| Dominikai Köztársaság                       | 1                                           | 0                                           | Japán                                       | 6                                           | 5                                           | Olaszország                                 | 2                                           | 4                                           | Ukrajna                                     | 3                                           | 3                                           |
| Egyesült Államok                            | 5                                           | 6                                           | Kanada                                      | 4                                           | 6                                           | Az Orosz Olimpiai Bizottság versenyzői      | 4                                           | 3                                           | Venezuela                                   | 1                                           | 0                                           |
| Egyesült Királyság                          | 6                                           | 6                                           | Kína                                        | 5                                           | 5                                           | Puerto Rico                                 | 1                                           | 0                                           |                                             |                                             |                                             |
| Egyiptom                                    | 1                                           | 1                                           | Kolumbia                                    | 3                                           | 0                                           | Spanyolország                               | 2                                           | 0                                           |                                             |                                             |                                             |

F = férfi, N = nő

## Eseménynaptár
| S                             | Selejtezők | E | Elődöntők | D | Döntő |
| De. = Délelőtt, Du. = Délután |            |   |           |   |       |

| júl. / aug.         | 25. | 26. | 27. | 28. | 29. | 30. | 31. | 1.  | 2.  | 3.  | 3.  | 4.  | 5.  | 5.  | 6.  | 7.  | 7.  |
| Versenyszám ↓       | Du. | Du. | Du. | Du. |     | Du. | Du. | Du. | Du. | De. | Du. | Du. | De. | Du. | Du. | De. | Du. |
| ------------------- | --- | --- | --- | --- | --- | --- | --- | --- | --- | --- | --- | --- | --- | --- | --- | --- | --- |
| Férfi 3 m egyéni    |     |     |     |     |     |     |     |     | S   | E   | D   |     |     |     |     |     |     |
| Férfi 10 m egyéni   |     |     |     |     |     |     |     |     |     |     |     |     |     |     | S   | E   | D   |
| Férfi 3 m szinkron  |     |     |     | D   |     |     |     |     |     |     |     |     |     |     |     |     |     |
| Férfi 10 m szinkron |     | D   |     |     |     |     |     |     |     |     |     |     |     |     |     |     |     |
| Női 3 m egyéni      |     |     |     |     |     | S   | E   | D   |     |     |     |     |     |     |     |     |     |
| Női 10 m egyéni     |     |     |     |     |     |     |     |     |     |     |     | S   | E   | D   |     |     |     |
| Női 3 m szinkron    | D   |     |     |     |     |     |     |     |     |     |     |     |     |     |     |     |     |
| Női 10 m szinkron   |     |     | D   |     |     |     |     |     |     |     |     |     |     |     |     |     |     |

## Éremtáblázat
(A táblázatokban a rendező nemzet sportolói eltérő háttérszínnel, az egyes számoszlopok legmagasabb értéke vagy értékei vastagítással kiemelve.)
| A 2020. évi nyári olimpiai játékok éremtáblázata műugrásban | A 2020. évi nyári olimpiai játékok éremtáblázata műugrásban | A 2020. évi nyári olimpiai játékok éremtáblázata műugrásban | A 2020. évi nyári olimpiai játékok éremtáblázata műugrásban | A 2020. évi nyári olimpiai játékok éremtáblázata műugrásban | Olimpia  |
| ----------------------------------------------------------- | ----------------------------------------------------------- | ----------------------------------------------------------- | ----------------------------------------------------------- | ----------------------------------------------------------- | -------- |
|                                                             | Ország                                                      | Arany                                                       | Ezüst                                                       | Bronz                                                       | Összesen |
| 1.                                                          | Kína (CHN)                                                  | 7                                                           | 5                                                           | 0                                                           | 12       |
| 2.                                                          | Nagy-Britannia (GBR)                                        | 1                                                           | 0                                                           | 2                                                           | 3        |
|                                                             |                                                             |                                                             |                                                             |                                                             |          |
| 3.                                                          | Egyesült Államok (USA)                                      | 0                                                           | 2                                                           | 1                                                           | 3        |
| 4.                                                          | Kanada (CAN)                                                | 0                                                           | 1                                                           | 0                                                           | 1        |
|                                                             |                                                             |                                                             |                                                             |                                                             |          |
| 5.                                                          | Németország (GER)                                           | 0                                                           | 0                                                           | 2                                                           | 2        |
| 6.                                                          | Ausztrália (AUS)                                            | 0                                                           | 0                                                           | 1                                                           | 1        |
| 6.                                                          | Mexikó (MEX)                                                | 0                                                           | 0                                                           | 1                                                           | 1        |
| 6.                                                          | Az Orosz Olimpiai Bizottság versenyzői (ROC)                | 0                                                           | 0                                                           | 1                                                           | 1        |
|                                                             |                                                             |                                                             |                                                             |                                                             |          |
| Összesen                                                    | Összesen                                                    | 8                                                           | 8                                                           | 8                                                           | 24       |

## Érmesek

### Férfi
| A 2020. évi nyári olimpiai játékok érmesei férfi műugrásban |                                                                       |        |                                                              |        |                                                                                      |        |
| Versenyszám                                                 | Arany                                                                 | Arany  | Ezüst                                                        | Ezüst  | Bronz                                                                                | Bronz  |
| 3 m műugrás                                                 | Hszie Sze-ji (Xie Siyi) · Kína (CHN)                                  | 558,75 | Vang Cung-jüan (Wang Zongyuan) · Kína (CHN)                  | 534,90 | Jack Laugher · Nagy-Britannia (GBR)                                                  | 518,00 |
| 10 m toronyugrás                                            | Cao Jüan (Cao Yuan) · Kína (CHN)                                      | 582,35 | Jang Csien (Yang Jian) · Kína (CHN)                          | 580,40 | Tom Daley · Nagy-Britannia (GBR)                                                     | 548,25 |
| 3 m szinkronugrás                                           | Kína (CHN) · Vang Cung-jüan (Wang Zongyuan) · Hszie Sze-ji (Xie Siyi) | 467,82 | Egyesült Államok (USA) · Andrew Capobianco · Michael Hixon   | 444,36 | Németország (GER) · Patrick Hausding · Lars Rüdiger                                  | 404,73 |
| 10 m szinkronugrás                                          | Nagy-Britannia (GBR) · Tom Daley · Matthew Lee                        | 471,81 | Kína (CHN) · Cao Jüan (Cao Yuan) · Csen Aj-szen (Chen Aisen) | 470,58 | Az Orosz Olimpiai Bizottság versenyzői (ROC) · Olekszandr Bondar · Viktor Minyibajev | 439,92 |

### Női
| A 2020. évi nyári olimpiai játékok érmesei női műugrásban |                                                                      |        |                                                             |        |                                                    |        |
| Versenyszám                                               | Arany                                                                | Arany  | Ezüst                                                       | Ezüst  | Bronz                                              | Bronz  |
| 3 m műugrás                                               | Si Ting-mao (Shi Tingmao) · Kína (CHN)                               | 383,50 | Vang Han (Wang Han) · Kína (CHN)                            | 348,75 | Krysta Palmer · Egyesült Államok (USA)             | 343,75 |
| 10 m toronyugrás                                          | Csüan Hung-csan (Quan Hongchan) · Kína (CHN)                         | 466,20 | Csen Jü-hszi (Chen Yuxi) · Kína (CHN)                       | 425,40 | Melissa Wu · Ausztrália (AUS)                      | 371,40 |
| 3 m szinkronugrás                                         | Kína (CHN) · Si Ting-mao (Shi Tingmao) · Vang Han (Wang Han)         | 326,40 | Kanada (CAN) · Jennifer Abel · Mélissa Citrini-Beaulieu     | 300,78 | Németország (GER) · Lena Hentschel · Tina Punzel   | 284,97 |
| 10 m szinkronugrás                                        | Kína (CHN) · Csen Jü-hszi (Chen Yuxi) · Csang Csia-csi (Zhang Jiaqi) | 363,78 | Egyesült Államok (USA) · Delaney Schnell · Jessica Parratto | 310,80 | Mexikó (MEX) · Gabriela Agúndez · Alejandra Orozco | 299,70 |